# Chrysaperda metallica
Chrysaperda metallica är en skalbaggsart som beskrevs av Bates 1881. Chrysaperda metallica ingår i släktet Chrysaperda och familjen långhorningar. Inga underarter finns listade i Catalogue of Life.